# تسلط بر هنر آشپزی فرانسوی
تسلط بر هنر آشپزی فرانسوی (انگلیسی: Mastering the Art of French Cooking) کتاب آشپزی فرانسوی دو جلدی است که به‌دست سیمون بک و لوئیزت برتول (هر دو اهل فرانسه) و جولیا چایلد که اهل ایالات متحده است، نوشته شده‌است. این کتاب برای بازار آمریکا نوشته شده و در سال‌های ۱۹۶۱ (جلد ۱) و ۱۹۷۰ (جلد ۲) از سوی کناف منتشر شده‌است. موفقیت جلد ۱ منجر به این شد که جولیا چایلد برنامهٔ تلویزیونی خود را به نام سرآشپز فرانسوی (یکی از نخستین برنامه‌های آشپزی در تلویزیون آمریکا) برگزار کند. مورخ، دیوید اشتراوس، در سال ۲۰۱۱ گفت که انتشار کتاب تسلط بر هنر آشپزی فرانسوی «بیش از هر رویداد دیگری در نیم قرن گذشته برای تغییر شکل‌دادن به چشم‌انداز غذاخوری خوشمزه انجام شد.»